# فرد ام. ویلکاکس
فرد ام. ویلکاکس (انگلیسی: Fred M. Wilcox؛ ‏ ۲۲ دسامبر ۱۹۰۷ – ۲۳ سپتامبر ۱۹۶۴) یک کارگردان اهل ایالات متحده آمریکا بود. شهرت او بیشتر به خاطر ساختن فیلم‌های علمی تخیلی لسی به خانه بر می‌گردد (۱۹۴۳)، شجاعت لسی (۱۹۴۶) تپه‌های وطن (۱۹۴۸) و سیاره ممنوعه (۱۹۵۶) است.